# Dalbergiella welwitschii
Dalbergiella welwitschii là một loài thực vật có hoa trong họ Đậu. Loài này được (Baker) Baker f. miêu tả khoa học đầu tiên.